# Jean Van Steen
Jean Van Steen (2 de junho de 1929 - 28 de fevereiro de 2013) foi um futebolista belga que competiu na Copa do Mundo FIFA de 1954.